# Música (escultura)
La Música - un monumento en Varsovia (Polonia), sobre de tejado de edificio en la calle Koszykowa 34/50. Inaugurado en 1952. Diseñado por Józef Gosławski; realizado junto con Wanda Gosławska y Stanisław Gosławski. La escultura es una alegoría de la música.

## Galería

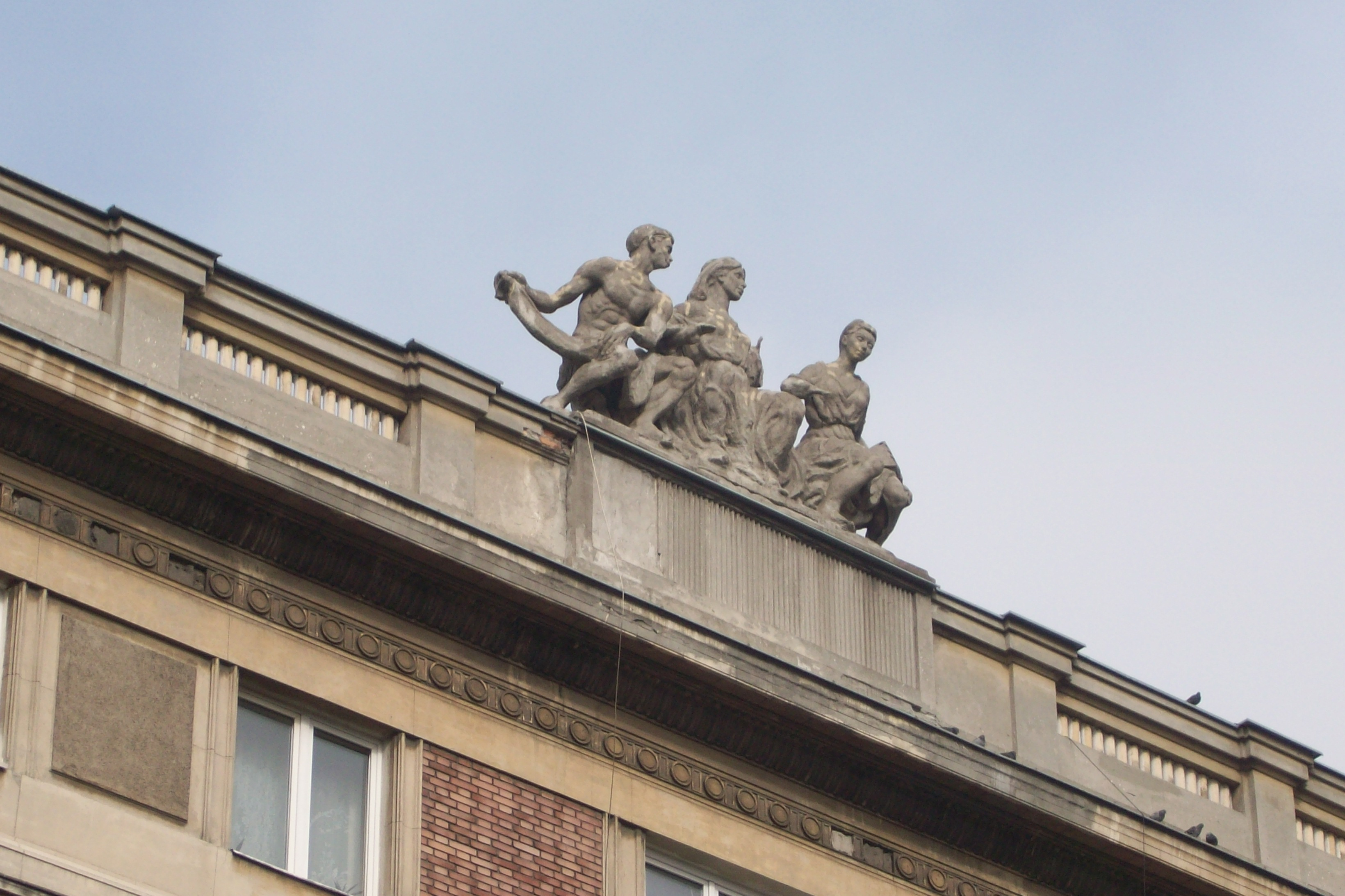
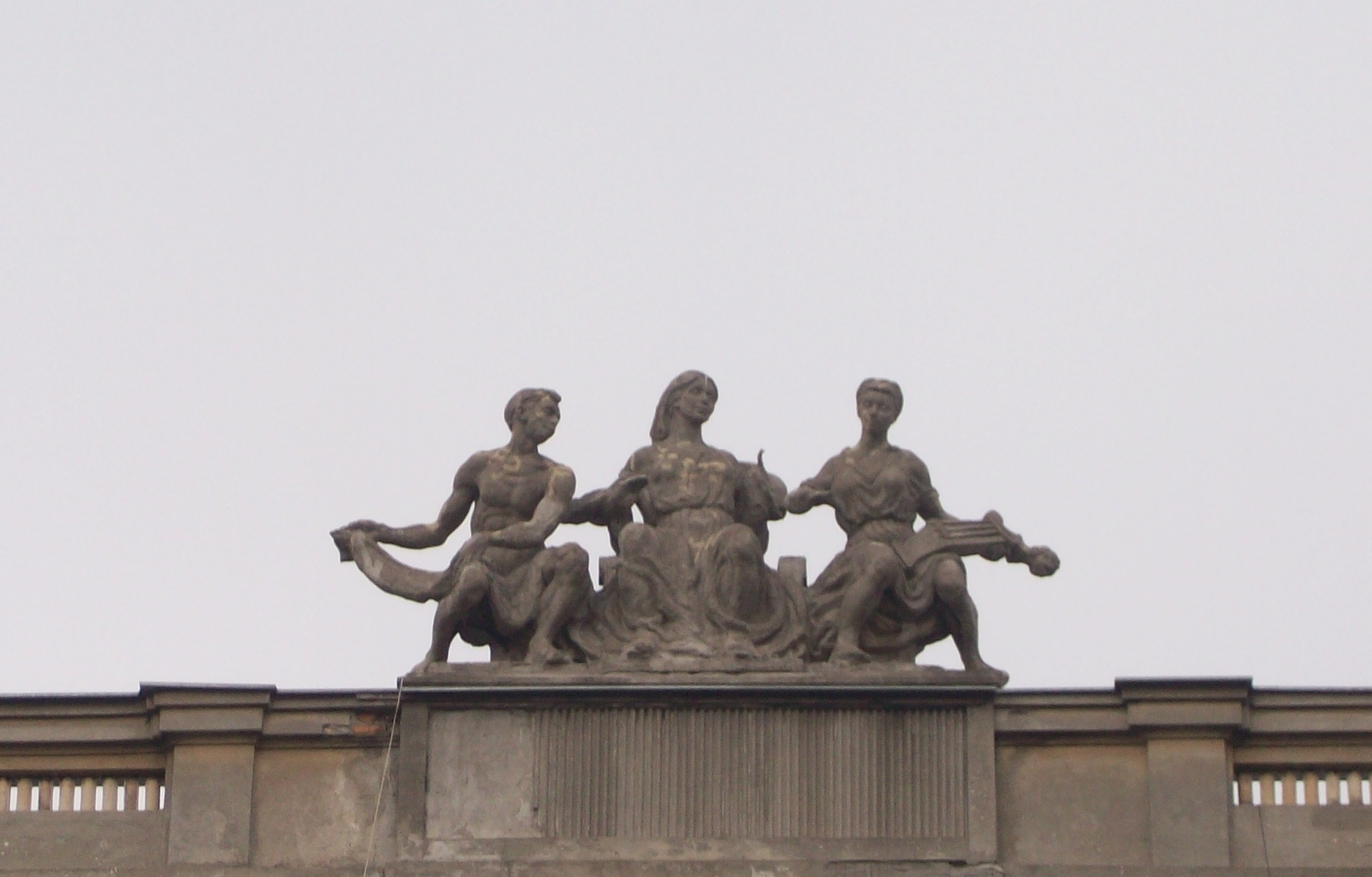